# Миланска катедрала
Миланската катедрала или Дуòмо (на италиански: Duomo di Milano, на ломб. Dòmm de Milan), официално Метрополна катедрала на Рождество на Пресвета Богородица (Cattedrale Metropolitana della Natività della Beata Vergine Maria), е катедрала на Миланската архиепископия в град Милано, Северна Италия, издигната на централния площад Пиаца дел Дуомо. Тя е символ на ломбардската столица.
Посветена е на Рождество Богородично и е седалище на архиепископа на Милано. Строителството ѝ отнема почти шест века. Това е най-голямата църква в Италия  с максимална височина от 108,50 м (по-голямата базилика „Свети Петър“ всъщност е на територията на Ватикана), третата по площ и шестата по обем в света. Тя е седалище на Енория „Света Текла“ в миланската катедрала. До 1933 г. е най-високата сграда в града.
Катедралата е изградена от бялo-розов мрамор от Кандолия и съдържа елементи от различните стилове, които са на мода в течение на няколкото столетия, през които е построена – от Готиката през Барока и Неокласиката до Неоготиката. Общата ѝ площ е 11 700 m2. Има 3400 статуи. На върха на най-високата стрела през 1774 г. е поставена позлатената статуя на Мадоната (la Madonnina dorata). От покрива на катедралата, до който туристите могат да стигнат по стълбите или с асансьор, се открива гледка към целия град.

## История

### Предшественици
Предвид съвременното градоустройство на Милано и улиците около самата църква, катедралата се намира на най-централното място на древноримския град Медиоланум – това на базиликата, гледаща към форума. 
На площта, заета от катедралата и нейния площад, от римския период до епохата на Висконти се издигат различни християнски свещени сгради: 
- Базилика Ветус (3 век сл. н. е.?), спомената от с Амвросий Медиолански, част от която е купелът на Свети Стефан при изворите, открит под северната сакристия на Дуомо. Базиликата е на мястото, където сега се намира задната апсида на съвременната Миланска катедрала. Строителството ѝ започва през 314 г. в късния имперски период, година след Медиоланския едикт, който предоставя на всички граждани, включително и на християните, свободата да почитат своите божества.[7] Следователно това е първата раннохристиянска базилика на Милано, построена след този едикт, откъдето идва и името ѝ (vetus на латински означава „древен“[8]). Тя е построена в периода, в който римският град Медиоланум (съвременно Милано) е столица на Западната Римска империя (той е такъв от 286 до 402 г.).[9]

- Първата миланска катедрала, посветена впоследствие на Света Текла, датираща от 3-4 десетилетие на 4 век, наречена „Нова базилика“ или „Голяма базилика“ (на лат. basilica maior или basilica nova), която по-късно става лятна базилика. Намирала се е срещу Санта Мария Маджоре.
- Осмоъгълният баптистерий на Свети Йоан при изворите, при апсидата на Света Текла, построен от Свети Амвросий. Датира от 378 - 397 г.. Днес може да бъде посетен под основите на Дуомо.[9]
- Втората миланска катедрала, посветена на Санта Мария Маджоре, в района, понастоящем зает от централния неф на Дуомо. Осветена през 836 г., по-късно става зимна базилика.[9]

### Начало на строителните работи
Изграждането на новата катедрала стартира през 1386 г. при архиепископ Антонио дa Салуцo (де' Салуци). Началото на строителството съвпада с идването на власт на неговия братовчед – херцог Джан Галеацо Висконти, и е предназначена като награда за населението, потиснато от тираничния му предшественик Бернабò. След срутването на камбанарията през 1386 г. архиепископът, подкрепен от населението, насърчава реконструкцията на нова и по-голяма катедрала, която се намира на мястото на най-старото религиозно сърце на града. Започва разрушаването на предходните две църкви: първо е съборена Санта Мария Маджоре, a по-късно, през 1461 - 1462 г. – и Санта Текла (частично възстановена през 1489 г. и окончателно разрушена през 1548 г.). Ентусиазмът за огромната нова сграда бързо се разпространява сред населението и далновидният Джан Галеацо, заедно с братовчед си, събират големи дарения за текущата строителна работа. 
Новата църква, съдейки по археологическите открития при разкопките в сакристията, първоначално е замислена като тухлена постройка според техниките на Ломбардската готика. През януари 1387 г. продължава разкопаването на основите и работата по пилоните – колосални творби, проектирани с чертеж предходната година.  

Направеното преди 1386 г. е почти напълно премахнато. През годината херцогът на Милано Джан Галеацо Висконти поема контрола върху дейностите, налагайки по-амбициозен проект. Материалът, избран за новата конструкция, е мраморът от Кандолия (и в доста по-малка степен този от Орнавасо): това е розовеещ бял или сив мрамор, който се добива в кариерите Кандолия в община Мергоцо. Избраните архитектурни форми са тези на Късната готика с вдъхновение от Рейн-Бохемия. Желанието на херцога е да даде на Милано грандиозна постройка в крак с най-актуалните европейски тенденции, която да символизира амбициите на неговата държава. Според плановете му тази държава трябва да се превърне в център на италианска национална монархия подобно на случилото се във Франция и в Англия, като по този начин се постави сред великите сили на континента. Херцогът прави мраморните кариери достъпни и предоставя големи субсидии и данъчни облекчения: всеки блок, предназначен за Дуомо, е обозначен с AUF (Ad usum fabricae) и следователно е освободен от всякакви транзитни данъци. 
Както свидетелства богатият архив, запазен до наши дни, първият главен инженер е Симоне да Орсениго, подпомогнат от други ломбардски майстори, които през 1388 г. започват периметърните стени. През 1389 - 1390 г. на французина Николa дьо Бонавентюр е възложено да проектира големите прозорци. Програмата за строителство е строго регламентирана от „Фабриката на Миланското дуомо“, която има 300 служители.
За ръководството на проекта са повикани френски и немски архитекти: Жан Миньо, Жак Коен от Брюге и Хайнрих Парлер фон Гмюнд. Те обаче остават на поста за много кратко време, срещайки неоткрита враждебност от страна на ломбардските работници, свикнали с различен начин на работа. След това строежът продължава в атмосфера на напрежение, с множество ревизии, които въпреки всичко водят до произведение с безпогрешна оригиналност, както на италианската, така и на европейската художествена сцена.
Първоначално са подготвени основите за постройка с три нефа, с квадратни странични параклиси, чиито разделителни стени могат да служат и като контрафорси. След това обаче е решено да няма параклиси, като броят на нефовете става пет и на 19 юли 1391 г. е решено да се увеличат четирите централни пиластъра. Нараства обаче загрижеността за стабилността на цялата конструкция поради недостатъчните инертни маси, които да противодействат на действието на тласъците. Така през септември същата година математикът от Пиаченца Габриеле Сторналоко е помолен да определи напречното сечение и височината чрез точна геометрична и космологична диаграма (той е също астроном и космограф). На 1 май 1392 г. е предпочетена формата на постепенно намаляващи нефове с максимална височина от 76 брачи (едно брачо в Милано се равнява на 59,49 cm).

### Изграждане на корпуса на базиликата
През 1393 г. е изваян първият капител на пиластрите по проект на Джованино де Граси, който се грижи за новия дизайн на големите прозорци и е генерален инженер до смъртта си през 1398 г. Наличието на капители върху пиластрите ясно отличава сградата от готиката отвъд Алпите, където нервюрите (ребрата) на колоните продължават в арките, придавайки по-голям вертикален тласък на сградата. 
През 1400 г. на мястото на Де Граси идва Филипино дели Органи, който се грижи за изграждането на прозорците на апсидата. От 1407 до 1448 г. той отговаря за строежа, който завършва апсидата и аулата (пространството между фасадата и презвитерия) – временно затворена от преустроената фасада на Санта Мария Маджоре.
При смъртта на Джан Галеацо Висконти през 1402 г. почти половината от катедралата е завършена. На 16 октомври 1418 г. папа Мартин V освещава главния олтар, който между 11 и 12 октомври е преместен на окончателното му място в центъра на новото средокръстие. Дотогава олтарът се е намирал в стария корпус на Санта Мария Маджоре, защитен от останките от старата апсида, съборена едва по този повод. Церемонията по освещаването е грандиозна и се радва на огромното народно участие, макар и цифрите, дадени от хрониките от онова времето – 80 или 100 хил. души би трябвало да се считат за вероятно съответстващи на броя на цялото тогавашно население на града. Строителството обаче спира почти напълно до 1480 г. поради липса на средства и на идеи: най-забележителните произведения от този период са гробницата на търговеца Марко Карели, статуята на папа Мартин V (1424 г.) и витражите на апсидата (1470-те г.), от които тези, които са запазени, изобразяват св. Йоан Богослов от Кристофоро де' Мотис и свети Елигий и свети Йоан Дамаскин, и двамата от Николо да Варало. 
От 1452 до 1481 г. за строителния обект отговаря Джовани Солари. През първите две години той е подпомогнат от Филарете – тоскански архитект, извикан от херцог Франческо I Сфорца. През 1452 г. корабът и пътеките са завършени до 6-тата ниша. Следват Гуинифорте Солари – син на Джовани и Джовани Антонио Амадео, който с Джан Джакомо Долчебуоно построява надкуполния тамбур (на итал. tiburio) през 1490 г. 
През 1488 г. Леонардо да Винчи и Донато Браманте създават модели в конкурс за дизайн на централния купол. По-късно Леонардо се оттегля.
От 1500 до 1510 г., при херцог Лудовико Сфорца, е завършен осмоъгълният купол и е украсен интериорно с четири серии от по 15 статуи всяка, изобразяващи светци, пророци, сибили и други библейски фигури. Екстериорът дълго време остава без украса с изключение на Малкия шпил на Амадео, построен през 1507–1510 г. Това е ренесансов шедьовър, който въпреки това хармонира добре с общия готически облик на църквата.
След смъртта на Джовани Антонио Амедео през 1522 г. следващите майстори правят различни неосъществени „готически“ предложения, включително това от около 1537 г. на Винченцо Серени за фланкиране на фасадата с две кули.
През последвалото испанско господство новата църква е използваема, въпреки че интериорът остава до голяма степен недовършен, а някои ниши на наоса и трансептите все още липсват. През 1552 г. на Джакомо Антеняти е възложено да създаде голям орган за северната страна на хора, а Джузепе Меда предоставя 4 от 16-те барелефа, които трябва да украсят олтарната зона (проектът е завършен при архиепископ Федерико Боромео). През 1562 г. са добавени известната статуя на Свети Вартоломей на Марко д'Аграте и свещникът Тривулцио от 13 век. 
През 1567 г. архиепископ Карло Боромео налага усърдното възобновяване на работите. От Дуомо са махнати всички светски паметници: гробниците на Джовани и Филипо Мария Висконти, Франческо I Сфорца и съпругата му Бианка Мария Висконти, тази на Галеацо Мария Сфорца. Основната намеса на Боромео обаче е назначаването през 1571 г. на Пелегрино Пелегрини (Пелегрино Тибалди) за главен инженер – спорен ход, тъй като назначаването на човек, който не е мирянин на Дуомо, изисква преразглеждане на устава на Фабриката на Дуомо. Боромео и Пелегрини се стремят към нов, ренесансов облик на катедралата, който да подчертае нейния романски/италиански характер и да подчини готическия стил, който започва да се възприема като чужд. Вътрешната украса продължава: през 1575-1585 г. презвитерият е преустроен, като са добавени нови олтари, както и баптистерий. През 1577 г. Боромео окончателно освещава цялата сграда като нова църква, различна от старите Санта Мария Маджоре и Санта Текла (които са обединени през 1549 г. след тежки спорове).
Дървените седалки за хора са построени до 1614 г. за главния олтар от Франческо Брамбила. 
През 1762 г. на главозамайващата височина от 108,5 м е издигнат един от основните елементи на катедралата – шпилът на Мадонина. Той е по проект на Карло Пеликани, а на върха му е известната полихромна статуя на Мадонина по проект на Джузепе Перего, която отговаря на височината на катедралата. Предвид прословутия влажен и мъглив климат на Милано миланците смятат, че денят е с хубаво време, когато Мадонина-та се вижда от разстояние. 

### Фасада
Тъй като фасадата все още е до голяма степен незавършена, през 1580 г. Пелегрино Тибалди проектира такава в „романски“ стил: тя е поставена на двуетажна основа, оживена от гигантски коринтски колони, и с едикула в съответствие с централния неф, оградена от обелиски. Когато проектът му е разкрит, е обявен конкурс за дизайна на фасадата и това предизвиква близо дузина участия, включително и това на Антонио Барка. Този дизайн никога не е изпълнен. Смъртта на архиепископ Карло Боромео през 1584 г. води до отстраняване на неговото протеже и строителния обект е поета от неговия съперник Мартино Баси. Баси изпраща нов проект за фасада на Григорий XIV – папа от Милано.
През 17 век начело на работите са най-добрите градски архитекти като Лелио Буци, Франческо Мария Рикини (до 1638 г.), Карло Буци (до 1658 г.) и Джероламо Куадрио. В началото на 17 век при архиепископ Федерико Боромео са поставени основите на новата фасада от Франческо Мария Рикини и Фабио Мангоне. Работата продължава до 1638 г. с изграждането на пет портала и два средни прозореца. През 1628 г. е изграден Централният портал. През 1638 г. започват работите по фасадата с цел създаване на ефект с едикули, вдъхновен от църквата „Света Сузана“ в Рим.
През 1649 г. новият главен архитект Карло Буци въвежда поразителна революция: фасадата трябва да се завърне към оригиналния готически стил, включвайки вече завършените детайли в рамките на големи готически пиластри и две гигантски камбани. Направени са и други проекти, сред които тези на Филипо Ювара (1733), Луиджи Ванвители (1745) и Бернардо Антонио Витоне (1746 г.), но те не са приложени.
Между 1765 и 1769 г. Франческо Кроче завършва коронясването на надкуполния тамбур и главния шпил, върху който пет години по-късно е издигната позлатената медна статуя Мадонина,, предназначена да се превърне в символ на града. Фасадната схема на Лелио Буци е възродена в края на века от Луиджи Каньола, Карло Феличе Соаве и Леополдо Полак. Полак започва изграждането на балкона и на централния витраж.
На 20 май 1805 г. Наполеон Бонапарт, в очакването си да бъде коронясан за крал на Италия (което се състои в Дуомо на 6 май 1805 г.), нарежда фасадата да бъде завършена. В своя ентусиазъм той уверява, че всички разходи ще бъдат поети от Франция, която ще възстанови на Фабриката на Дуомо парите за недвижимите имоти, които трябва да продаде. Като форма на благодарност статуята му е поставена на върха на един от шпилите.  
Въпреки че сумата никога не е изплатена от Франция, това все пак означава, че най-накрая, само за седем години, фасадата на катедралата ще бъде завършена. Джузепе Дзаноя започва работата по завършването ѝ. Проектът достига окончателен завършек през 1813 г. с помощта на Карло Амати.
Добавянето на статуи и издигането на кули продължава през 19 век от различни архитекти: Пиетро Пестагали, Джузепе Вандони, Паоло Чеза-Бианки, вдъхновени от шпилите от 15 век. Сред скулпторите, работили там в началото на 19 век, изпъква Луиджи Акуисти. Завършени са и статуите по южната стена, а през 1829–1858 г. нови витражи заменят старите, но с по-малко естетически значими резултати.
Последните детайли на катедралата са едва през 20 век: последният портал е открит на 6 януари 1965 г.

### Поддръжка и реставрации
През 1866 г. е съборена ниската камбанария на нефа и камбаните са пренесени на надкуполния тамбур, между двойните сводове. През целия 19 век са завършвани шпилите и архитектурните декорации, което трае до 1892 г. Реставрационните дейности следват една след друга през целия 19 век и са насочени към подмяната на повредените от времето материали.
През Втората световна война Мадонина-та е покрита с парцали, за да не може да се използва отражението на светлината върху нейната наскоро преправена златна повърхност за отправна точка за съюзническите бомбардировачи, летящи над града; прозорците са премахнати по-рано и са сменени с ролки плат. Въпреки че не е ударена от бомби с висок потенциал, катедралата също е повредена по време на въздушните бомбардировки и бронзовата ѝ централна врата все още показва някои „рани“ от части от бомби, избухнали наблизо. След войната, след понесените щети от въздушните нападения, катедралата е до голяма степен възстановена. Впоследствие останалите дървени врати са заменени с бронзови – дело на скулпторите Ариго Минерби, Джанино Кастильони и Лучано Мингуци.
Четирите централни стълба, които поддържат надкуполния тамбур, са изградени от парагнайс, като само външната част е от мрамор. Двете части, вътрешна и външна, се държат заедно от натрошени тухли и вар. Тази липса на еднородност значително намалява способността им за подпора. Освен това тамбурът и шпилът на Мадонина-та са изградени върху заоблени арки, разположени върху заострените арки. Тези арки натоварват пилоните неравномерно, избутвайки ги навън. През 19 век, поради страх от срутване, има множество реставрации, които вместо да разрешават проблемите, прикриват белезите им. Към средата на 20 век, поради увеличаването на пътния трафик (с последващи непрекъснати вибрации) и понижаването на нивото на подпочвените води (което води до леко потъване на пилоните), статичното положение на катедралата става критично.
През 1969 г., с цел избягване на срутвания (вече има паднали мраморни парчета на пътеките), районът около Дуомо е отцепен за движение и е разпоредено забавянето на влаковете от Линия 1 на метрото. Статичната реставрация на пилоните започва през 1981 г. и е завършена през 1986 г. по повод 600-годишнината от построяването на катедралата.
Главната фасада е реставрирана от 2003 г. до началото на 2009 г.: от февруари 2009 г. тя е напълно открита, показвайки отново цветовете на мрамора от Кандолия.
През ноември 2012 г. служители обявяват кампания за набиране на средства за опазването на катедралата, като молят покровителите да „осиновят“ 135-те шпили на сградата. Дарителите, които внесат по 100 хил. евро или повече, получават плоча с гравираното си име върху нея, поставена на шпила.
И към 2022 г. поддръжката на катедралата е поверена на Veneranda Fabbrica del Duomo di Milano (Почитаемата фабрика на Миланското дуомо). Нейните интервенции са непрекъснати, поради което се ражда изразът на милански Longh cumè la Fabbrica del Domm, означаващ „нещо безкрайно“.

## Архитекти, инженери и консултанти на Фабриката на Миланската катедрала
- Симоне да Орсениго, генерален инженер (1387 - 1391)
- Джакомо да Кампионе, инженер (1388 - 1398)
- Марко да Кампионе, нар. Да Фриксоно, инженер (1388 - 1390)
- Никола да Бонавертис от Франция, инженер (1389 - 1390)
- Джовани Анекс от Фрайбург, инженер (1391)
- Марко да Карона, инженер (1391 - 1405)
- Джованино де Граси, инженер (1391 - 1398)
- Улрих Фюсинген от Улм, инженер (1394)
- Жан Миньо от Париж, инженер (1399 - 1400)
- Филипино дели Органи, инженер (1400 - 1448)
- Антонио ди Пиетро, нар. Филарете, инженер (1452 - 1454)
- Джовани Солари, инженер (1451 - 1463)
- Гуинифорте Солари от Карона, инженер (1459 - 1480)
- Джовани Антонио Амедео, архитект (1490 - 1522)
- Леонардо да Винчи, консултант за надкуполния тамбур (1487 - 1488)
- Лука Фанчели, консултант за надкуполния тамбур (1487 - 1491)
- Браманте, консултант за надкуполния тамбур (1490)
- Джан Джакомо Долчебуоно, инженер (1490 - 1503)
- Андреа Фузина, архитект (1506 - 1527)
- Кристофоро Солари, архитект (1501)
- Бернардо Дзенале от Тревильо, инженер (1520 - 1527)
- Джулио Романо, консултант за порта in Compito
- Винченцо Серени, архитект (1547 - 1567)
- Пелегрино Тибалди, архитект (1567 - 1585)
- Мартино Баси от Сереньо, архитект (1587 - 1591)
- Фабио Монгоне, инженер (1617 - 1629)
- Франческо Мария Рикини, архитект (1631 - 1638)
- Карло Буци, архитект (1638 - 1658)
- Джан Лоренцо Бернини, консултант по фасадата (1656)
- Джероламо Куадрио, (1658 - 1679)
- Андреа Бифи, (1679 - 1686)
- Джанбатиста Куадрио, (1686 - 1723)
- Антонио Куадрио, (1723 - 1743)
- Бартоломео Бола, (1743 - 1761)
- Луиджи Ванвители, консултант за фасадата (1745 - 1751)
- Франческо Кроче, архитект (1760 - 1773)
- Карло Феличе Соаве, архитект (1795 - 1803)
- Джовани Антонио Антолини, архитект (1801 - 1802)
- Леополдо Полак, архитект (1806 - 1836)
- Джузепе Дзаноя, архитект (1806)
- Карло Амати, архитект (1806 - 1813)
- Пиетро Пестагали, архитект и инженер (1813 - 1853)[20]
- Вакантен (1854 - 1860)
- Джузепе Вандони 1861
- Паоло Чеза-Бианки 1877
- Гаетано Морети 1904
- Лука Белтрами 1907
- Адолфо Дзак 1912
- Антонио Каси Рамели 1963
- Карло Ферари да Пасано 1964
- Бениньо Мьорлин Висконти Кастильоне 1988

## Градски контекст
В старо време катедралата е заобиколена от плътната средновековна градска тъкан, която, както при други големи френски и немски катедрали, предлага внезапни и величествени гледки към огромната сграда. Тя прилича на мраморна планина, която изплува сред дребните тухлени сгради. Свидетелство за стария вид на района днес са старите изгледи и поредицата от снимки от средата на 19 век. С откриването на площада от Джузепе Менгони между 1865 и 1873 г. фасадата на катедралата успява да се превърне в грандиозен, но банален сценографски фон, както не пропускат да подчертаят множеството полемики.
Лявата ѝ страна остава видима почти за миг поради близостта на околните сгради, докато входът на ул. „Виторио Емануеле II“ позволява да се наблюдава артикулацията на обемите на апсидата, трансепта и надкуполния тамбур чак до главния шпил на Мадонината. Други интересни гледки са от Пиаца Фонтана, от Верциере (Verziere) (пространството, свързващо пл. „Аугусто“ с ул. „Верциере“), от площада на Кралския дворец или от терасата на първия етаж на Аренгарио (днешната Регионална палата (Palazzo della Regione)).

## Архитектура
Стилът на катедралата - резултат от вековна работа не отговаря на точно определен архитектурен стил, а по-скоро следва идеята за колосална и постепенно преосмисляна фантасмагорична „Готика“. Въпреки това и въпреки стилистичните си архитектурни противоречия катедралата се явява единен организъм. Гигантската каменна постройка очарова и привлича популярното въображение и поради своята неяснота, характеризираща се с преосмисляния, прекъсвания и понякога отстъпления. Предвид факта, че повечето от видимите структури на катедралата датират от неоготическия период и са подлагани на чести промени, концепцията за готическата ѝ „автентичност” всъщност е изкривяване на самата същност на паметника: той трябва да се разглежда като архитектурен организъм, намиращ се в процес на постоянна и необходима реконструкция.
Катедралата има план с латински кръст, с аула с четири кораба и с трикорабен трансепт, с дълбок презвитерий, заобиколен от деамбулаторий с многоъгълна апсида. На пресечната точка на раменете както обикновено се издига надкуполния тамбур. Всичко това се характеризира със забележителен вертикален тласък, характерен по-скоро за отвъдалпийската отколкото за италианската архитектура. Отчасти той е отслабен от хоризонталното разширяване на пространството и от оскъдната разлика във височината на корабите, което е характернно за Ломбардската готика.
Носещата конструкция е изградена от пиластри и периметърни стени, подсилени с контрафорси на височината на самите пилони. Това е особеност, която отличава Миланската катедрала от отвъдалпийските катедрали, като в сравнение с традиционната готика ограничава отвора на прозорците (които са дълги и тесни) и придава на цялото (с изключение на апсидата) преобладаващо „затворена“ форма. В тази форма стената е преди всичко елемент на силна граница, подчертана и от високия цокъл на ломбардската традиция. По този начин липсва свободният възходящ импулс. Това е очевидно, макар че шпилите и пинаклите нямат носеща функция, а всъщност са добавяни спорадично през вековете до завършека на сградата през 19 век.
Контрафорсите имат триъгълна форма и се използват за задържане на страничните тласъци на арките. Основата е от зидария подобно на вътрешните части на стените и на други елементи. В колоните се използва ядро парагнайс; и пандативите на сводовете са тухлени. Откритата облицовка, която има и поддържаща роля, а не само ролята на облицовка, е от розово-бял мрамор от Кандолия със сиви нишки: кариерата, от времето на Джан Галеацо Висконти, все още е собственост на Фабриката на Дуомо.
Външните стени са оживени от плътна маса от полистилни полупиластри, увенчани в горната си част под терасите с бродерия от многоделни арки, увенчани с покривни капители. Прозорците със заострена арка са доста тесни, тъй като стените имат носеща функция.
Терасираният покрив (също  мраморен) е уникален в готическата архитектура и се поддържа от двойно кръстосан ред от малки сводове. В съответствие с пиластрите се издига „гора“ от пинакли, свързани помежду им с аркбутани. В този случай пинаклите нямат структурна функция и всъщност почти всичките датират от първата половина на 19 век. В старите чертежи и в големия модел от 1519 г. на Бернардо Дзенале (в Музея на катедралата) се вижда централен гребен, който би трябвало да подчертае още повече триъгълната форма както по протежение на кораба, така и по трансепта, свързващ се с надкуполния тамбур, и който е изключен от проекта през 1836 г.

### Външна архитектура
Първата завършена част е апсидата, пронизана от големи прозорци, където се появява гербът на Джан Галеацо Висконти. Статуите, контрафорсите, водоливниците и шпилите обикновено са от времето на неговия наследник Филипо Мария Висконти чак до 19 век. Първият построен шпил е Карели от 15 век.
Започвайки от апсидата, датираща от 14 век, страните постепенно вървят назад, приближавайки се до фасадата, чак до 17 век. Външните контрафорси са увенчани от шпили и са свързани с основата с няколко хоризонтални пояса. Най-отгоре има рамка с многоделни малки арки върху висящи капители с антропоморфни и зооморфни фигури. Между контрафорсите, най-отгоре, са прозорците, осветяващи корабите.
Апсидата е многоъгълна и рамкирана от телата на двете сакристии, увенчани от най-старите шпили. Тя е осветена от три огромни прозореца с мраморни нервюри (ребра), които очертават в островърхия свод розетните прозорци – дело на Филипо дели Органи от нач. на 15 век. Централният прозорец, с емблемата на Висконти, е посветен на Въплъщението на Иисус Христос.

### Фасада
Фасадата свидетелства за сложната строителна история на комплекса Дуомо, характезираща се с вековното натрупване на италианската архитектура и скулптура.
Петте полета предполагат наличието на кораби, с шест контрафорса (двойни в краищата и около централния портал), увенчани с шпили. Строителството на фасадата започва през 1590 г. под ръководството на архитект Пелегрино Тибалди в късен маниеристичен стил, след което продължава през първата половина на 17 век под ръководството на Франческо Мария Рикини и Карло Буци. От този период датират петте портала и част от прозорците отгоре, увенчани със счупен тимпан. Барелефната украса на порталите е изваяна през 16 век по времето на архиепископ Федерико Боромео по проекти на Черано. Основите на централните контрафорси са украсени с барелефи от 17 век, с атланти, проектирани от Карло Буци. Барелефите върху основите на страничните контрафорси са от 18 и 19 век. 

От средата на 17 век работата тече бавно поради разгорещените дебати относно избора на проекта, който да бъде приет. Крайният етап, в неоготически стил, стартира от 1805 г. нататък по заповед на Наполеон. Трите неоготически прозореца, построени по проект на Карло Феличе Соаве, а след това и на Карло Амати, са от този период. Всички статуи на апостоли и пророци на поставките са от 19 век. От първото десетилетие на 19 век са и двете неокласически статуи, които украсяват балюстрадата на централния прозорец: „Мойсеевият закон“ на Луиджи Акуисти и „Новият закон“ на Камило Пачети. Някои учени твърдят, че тази статуя е един от основните източници на вдъхновение за създаването на Статуята на свободата в Ню Йорк.
Заключителната дейност е поставянето на бронзовите портали от 20 век. Централният е от 1906 г., с леки неоготически черти, а останалите четири са построени след Втората световна война.
На фасадата се тръгва от Късния ренесанс на Пелегрино Тибалди, минавайки през Барока на Франческо Мария Ричини и стигайки до наполеоновата неоготика на Луиджи Акуисти. 
През 1886 г. Голямата фабрика стартира международен конкурс за цялостно обновяване на фасадата в готически стил, спечелен през октомври 1888 г. от Джузепе Брентано – млад ученик на Камило Бойто. Проектът, замислен по модел на френските катедрали, все още е видим в десния кораб на катедралата. Въпреки че мраморите вече са поръчани и подготовката е започнала, реализацията на проекта е замразена поради преждевременната смърт на Брентано. Впоследствие силните противоречия, възникнали по време на демонтажа на бароковите портали, го блокират напълно. Единствената завършена част от проекта – бронзовият портал на Лодовико Поляги е адаптирана с допълнение към рамката от 17 век.

## Украса
Отличителната черта на Миланската катедрала освен компромисната ѝ форма между готическата вертикалност и хоризонталността на ломбардската традиция, е изключителното изобилие от скулптури. Особено в началото майстори с различен произход се посвещават на тази несравнима колекция от статуи от 14 до 20 век. В нея има примери, вариращи от Кампионските майстори (от Кампионе д'Италия) до сухия маниер на Джованино де Граси, преминавайки през мекия и космополитен стил на бохемските и рейнските майстори и на Микелино да Безоцо, и стигайки до примерите за ренесансова, барокова и неокласическа скулптура, с някои ар деко творби от 20-те и 30-те год. на 20 век.
Другият грандиозен декоративен цикъл се отнася до стъклописите. Със своите 52 монументални стъклописа катедралата съдържа изключително свидетелство за историята на стъкларското изкуство от началото на 15 век до края на 20 век. В тяхната направа през вековете участват стъклари от италианските, фламандските и немските школи, често в сътрудничество с важни творци, които доставят скиците за прозорците в реален размер, като Джузепе Арчимболдо, Пелегрино Тибалди и други.

### Витражи
В Миланската катедрала се помещава цикъл от 55 монументални витража, направени между края на 14 век и 1980-те години.
Направата на витражи на строежа на Миланската катедрала започва само 20 години след основаването ѝ – в началото на 15 век с големите прозорци в апсидата, които сa завършени постепенно. От тях остават само няколко фрагмента, тъй като още през 16 век много от тях са преправени: сред тях има шест бюста на старци, съдържащи се в триделните врати, идващи от разрушения витраж на Света Юдит и сега включени във витража на Свети Мартин, приписван на ръката на известния миниатюрист Микелино да Безоцо. 
През втората половина на 15 век Фабриката на Дуомо е оборудвана с две стъклени пещи специално за реализацията на витражите, особено големи и многобройни в изградената тогава апсидална зона. Към италианските майстори Стефано да Пандино, Николо да Варало, Мафиоло да Кремона, Кристофоро де' Мотис и Франческо Дзаватари се присъединяват майсторите от големите стъкларски строителни площадки на катедралите отвъд Алпите, по-специално от района на Рейн и от Фландрия. 
Много от първите витражи са поръчани от Висконти – тогавашни херцози на Милано, чиито гербове или емблеми често изобразяват. Впоследствие даренията за реализацията им идват от различните гилдии на изкуствата и занаятите в Милано като Колежът на нотариусите (витраж на Свети Йоан Кръстител), на аптекарите (витраж на Света Юдит), на златарите (витраж на Свети Елигий) и др. 
Реализацията на витражите продължава през 16 век, когато са направени витражите на северната и южната апсиди, както и всички витражи в главния кораб. Сред големите майстори-стъклари през този период са Конрад Мохис от строежа на Кьолнската катедрала и Валерио Профондавале от Льовен. Докато в някои случаи те се погрижват за реализацията на витражите, започвайки от скицата, в други случаи прехвърлят на стъклото големи скици на известни художници като Джузепе Арчимболдо, Пелегрино Тибалди, Карло Урбино и други художници от маниеристката школа.
Реализацията на витражите спира напълно през 17 и 18 век, само за да се възобнови през 19 век. Джовани Батиста Бертини започва през 1838 г. почти пълната реконструкция на монументалните прозорци на главната апсида и на двете апсиди на трансептите. След смъртта му през 1849 г. делото му е продължено от синовете му Джузепе и Помпео. 
Въпреки това техниката на изработване на витража чрез сглобяването на цветните стъкла, върху което се пренася скицата с гризайл, е загубена. През 19 век стъклата са правени вече по метода на боядисване с огън, с техника, много по-подобна на рисуването, с която цветовете са фиксирани върху първоначално неутрални стъкла, което води до много по-скромни резултати от гледна точка на осветяване и хроматика. Оригиналната техника за композиция на мозайката от цветни, a не небоядисани стъкла, е възродена през 20 век от Алдо Карпи и унгареца Януш Хайнал.

### Украса на фасадата

#### Врата на Константиновия едикт
На фасадата, започвайки от лявата външна основа, барелефите изобразяват:
- Смъртта на Авесалом
- Самсон маха портите на Газа
- Самсон разкъсва лъва
- Жертвоприношението на Каин
- Жертвата на Авел

Тимпанът на левия портал е украсен с барелефите на Естер и Асуерий по проект на Черано, а Вратата на Константиновия едикт датира от 1948 г. и е дело на Ариго Минерби. Тя е започната от скулптора през 1937 г., но е открита едва след Втората световна война. Всъщност Минерби е прогонен поради расовите закони, тъй като е от еврейско семейство. Вратата е изградена от 12 правоъгълни панела освен горният връх, в средата на който стои фигурата на Константин I. По-долу са портретите на шестимата епископи на Милано, предшестващи Константиновия едикт, сред които Свети Анаталон и Свети Калимер. По-горе се виждат мъченията и преследванията, претърпени от християнски мъченици преди едикта. В центъра са дъските на едикта, обнародван в Милано през 313 г., а отгоре – освобождението на християните и тяхното ликуване. На върха е апотеозът на Константин.

#### Врата на Свети Амвросий
Барелефите на втората основа са:
- Жертвата на Ной
- Давид с главата на Голиат
- Вавилонската кула

Фризът над вратата показва Сисара и Гаел, също по проект на Черано, а бронзовата врата е с барелефи върху Живота на Свети Амвросий от Джанино Кастильони (1950 г.).

#### Врата на Мария
Барелефите на третата основа са:
- Бронзова змия
- Леглото на Соломон
- Символични фигури

Централният портал има пиластри, богато украсени с мотиви с цветя, плодове и животни, и тимпан със Сътворението на Ева по проект на Черано. Бронзовата врата е дело на Лудовико Поляги и представя Житието на Мария сред флорални релефи. Тя е първата издигната и е открита през 1906 г. Направена е като част от проекта за обновяване на фасадата на Джузепе Брентано. Когато проектът е изоставен, той е адаптиран към древния портал от 17 век с добавяне на горния перфориран връх с Коронацията на Мария сред ангелските хорове. Вратата представлява, на дясното крило, болезнените епизоди с Пиетà в центъра, докато отляво са радостните епизоди с Успение Богородично в центъра. Епизодът на Благовещение все още показва следите на военните щети, причинени през 1943 г. от въздушен удар върху града.

#### Врата на битката от Леняно
На четвъртата основа мраморният фриз, увенчаващ портала, изобразява Юдит, отрязваща главата на Олоферн, проектирана от Черано, докато бронзовият портал от 1950 г. е започнат от Франко Ломбарди и завършен от Вирджинио Песина, с панели, изобразяващи Историята на Милано от разрушението на Барбароса до победата при Леняно.
Барелефите на четвъртата основа са:
- Кулата на Давид
- Моисей кара водите да бликнат
- Сънят на Яков

#### Врата на историята на Дуомо
Порталният фриз показва Соломон и Савската царица от Гаспаре Визмара по скица на Черано. Бронзовата врата с Епизоди от историята на Дуомо е на Лучано Мингуци (1965 г.). 
Барелефите на шестата външна дясна основа са:
- Горящ къпинов храст
- Изгонване от Земния рай
- Обетованата земя
- Мойсей спасен от водите
- Рафаел и Тобиол

По-нависоко се открояват големите статуи, свързани със Стария завет, дело на Луиджи Акуисти.

### Външни статуи
Целият екстериор е украсен с много богат скулптурен комплекс. На постаментите на прозорците има статуи и бюстове, на контрафорсите се открояват статуи, покрити с мраморни балдахини (долу) и 96 „гиганта“ (горе), върху които фигурират водоливници като чудовищни същества. Други статуи се намират на шпилите, както на короната, така и в нишите. Скулптурният комплекс е необикновена художествена галерия в Милано в периода от 14 век до неокласицизма, в която участват ломбардски, немски, бохемски, френски (включително бургундски), тоскански, венециански и кампански майстори. 
Сред най-важните статуи са: 

#### Дясна страна
- От дясната страна, 2-ри контрафорс, долу: Свети Амвросий на Карло Симонета (1649 г.).
- Св. Мъченик ЦелзийНа 3-ти контрафорс, горе: Давид на Джан Андреа Бифи (1597 г.), в центъра: Мъжка фигура на Кристофоро Солари.
- На 7-ми контрафорс, горе: Епископ, приписван на Анджело Марини
- В десния трансепт, в отворите между 10-ти и 14-ти прозорец: поредица полуфигури на Светици (кр. на 14 век).
- На 8-ми контрафорс, горе: Костантин от Анджело Марини, в центъра: забележителната Магдалина от Андреа Фузина
- На 13-ти прозорец, горе: Света Екатерина Алесандрийска, долу: Свети Павел, и двете от школата на Агостино Бусти
- На 15-ти контрафорс, горе: Свети великомъченик Петър от школата на Якопино да Традате, в центъра: Свети Стефан от Валтер Моних.
- На 17-ти контрафорс, на дясната част на хора, горе: Давид и Абигаел от Биаджо Вайроне

#### Апсида
- Центърът на апсидалната розета с "la razza" (емблемата на Висконти), Светата Троица и БлаговещениетоНа 19-ти контрафорс, на апсидата, в центъра: Свети Йоан Кръстител от Франческо Бриоско (1514 г.), вдясно: Давид от Биаджо Вайроне
- На перваза на големия среден прозорец, долу: Исахаб и Йоаким от Школата на Бамбая, в центъра: два серафима от Петер Моних (1403 г.), горе: два ангела, приписвани на Матео Раверти и Николо да Венеция (1403 г.). В центъра на розетния прозорец: la Razza – емблемата на херцог Джан Галеацо Висконти, оградена отстрани от фигурите на Благовещение, по проект на Исако Имбонате и Паолино да Монторфано (1402 г.)
- На 20-ти контрафорс, в центъра: Юда Макабейски от Андреа Фузина (1420 г.), горе: Гола мъжка фигура от Якопино да Традате (1404 г.), Свирещата на рог от Джорджо Солари (1404 г.) и забележителният Гигант от Матео Раверти (1404 г.)
- На 21-ви прозорец, горе: статуите на Адам, Авел, Каин и Ева (15 век).
- На 21-ви контрафорс, долу: Тобиас (кр. на 15 - нач. на 16 век).

#### Лява страна
- В лявата страна на хора, на 22-ри прозорец: Куманската сибила (16 век).
- На 22-ри контрафорс, под шпил Карели, горе: Пророк (16 век), в центъра: Соломон (1508 г.)
- На 23-ти прозорец, горе: Адам (15 век), долу: Константин (16 век)
- На 25-ти прозорец, в левия трансепт: Свети Рох (16 век), Свети Галдин, Александър V (от школата на Якопино да Традате), Свети Франциск от Асизи (1438 г.)
- На 26-ти прозорец: полуфигури на Светици от Бургундската школа и Света Редегонда, приписвана на Николо да Венеция (1399).
- На 26-ти прозорец: Свети Бернардин (2-ра пол. на 16 век).
- На 27-ми контрафорс: Света Розалия от Карло Франческо Мелоне (1695 г.)
- На 29-ти прозорец: статуите на Магдалина, Свети Монах и Свети Назарий (15 век).
- На 30-ти прозорец: Свети Вартоломей от школата на Якопино да Традате и полуфигури на Светици (14 -15 век).
- На 31-ви прозорец, долу: Апостол с книга, от работилницата на Кристофоро Солари (2-ра пол. на 15 век)
- От лявата страна на аулата, 33-ти прозорец: Свети Рох (1-ва пол. на 16 век)
- На 35-ти прозорец: Свети Себастиан (сред. на 15 век)
- На 37-ми контрафорс, горе: Юдит, приписвана на Антонио Рицо
- На 38-ми прозорец: Пророк (кр. на 16 век).

### Вътрешна архитектура
Интериорът е разделен на пет кораба, а трансептът на три. Презвитерият е дълбок и заобиколен от амбулаторий, покрай който се отварят двете сакристии. Централният кораб е два пъти по-широк от страничните, които леко намаляват по височина, така че да позволяват отварянето на малки прозорци със заострена арка в клеристорията, над арките на сводовете, които осветяват интериора дифузно и меко. Трифорий липсва.
52-те полистилни пиластъра разделят корабите и поддържат сводовете с оживални форми, изрисувани с готически орнаменти. Тази украса е започната в апсидата (в сред. на 15 век), продължена в тамбура (1501 г. и отново през 17 век) и стига чак до допълненията и ремонтите на Акиле Алберти и Алесандро Санкирико (от 1823 г.). Не е реставрирана от 1964 г.
Много оригинални са монументалните капители с ниши и върхове със статуи, които украсяват пиластрите на централния кораб, трансепта и апсидата. Някои капители имат двоен регистър: със статуи на светци в нишите и увенчани със статуи на пророци на върховете. Останалите пиластри имат декорации с растителни мотиви.

### Подова настилка
Няма следа от оригиналния средновековен под. Според известния архитект Лука Белтрами обаче – автор на важен ремонт между 1914 и 1920 г. сегашната геометрична украса, първоначално поръчана на Пелегрино Пелегрини (Тибалди) през 1567 г., е повлияна в дизайна предишният изгубен под: всъщност геометричното му оформление, с изключение на розетните прозорци и камбаните, които стоят на пътя на геометричните линии, напомнят за мотив, характерен за края на 14 или нач. на 15 век. Белтрами разпознава в украсата на пода на Дуомо голяма прилика с тази от края на 14 век на стената в дъното на лоджията на Замък Пандино близо до Кремона.
Проектирането на сегашния под е поръчано на 24 юли 1567 г. на Тибалди според разпоредбите, издадени от архиепископ Карло Боромео за украсата на катедралата. Работата обаче стартира през 1584 г. и е завършена, с вариации, едва между 1914 и 1940 г. Става въпрос за сложно преплитане на светли и тъмни видове мрамор, включително черният от Варена, белият и розовият от Кандолия, червеният от Арцо (първоначално, а днес почти изцяло заменен от червеният от Верона). Тибалди също така дефинира страничните олтари, мавзолеите, хора и презвитерия (пренаредени през 1986 г.) по инструкциите на кардинал Боромео. Интериорът днес има аспект, който е засегнат преди всичко от периода на Контрареформацията. През 18 век някои паметници са пренесени в наскоро завършените пространства към фасадата.

### Вътрешна декорация

#### Куадрони ди Сан Карло
През ноември, в периода, посветен на Свети Карло Боромео (който се чества на 4 ноември), т. нар. „Големи картини на Свети Карл“ (Quadroni di San Carlo) – цикъл от 56 големи платна, празнуващи живота и чудесата на светията-покровител на Милано, са изложени в катедралата. Създадени през 17 век, те съставляват най-важният живописен цикъл на Ломбардския барок.
Първият цикъл е поръчан между 1602 и 1604 г. от Фабриката на Дуомо, само 18 г. след смъртта на светеца, на някои от най-успешните милански художници от онова време: Черано (4 картини), Дукино (7), Фиаменгино (5 ), Карло Буци (2), Карло Франческо Прокачини (1) и др. Този цикъл включва 28-те най-големи платна (с размери 6 x 4,75 м), които разказват фактите от живота на блажения Карло. Към него е добавен вторият цикъл: Чудесата на Свети Карл, от също толкова картини, отнасящи се до неговите чудеса и изцеления. Тези картини са по-малки от първите и са с размери приблизително 2,4 × 4,4 м. Направени са между декември 1609 г. и ноември 1610 г., когато Свети Карл е канонизиран. Към изпълнителите на първия цикъл се присъединяват Джулио Чезаре Прокачини – автор заедно с Черано на най-ценените от критиката платна.
В допълнение към тази поредица от платна в бароковия период са нарисувани други два големи цикъла: цикълът на „Намирането на истинския кръст“ (Ritrovamento della vera croce), изложен по повод празника на Светия гвоздей, и цикълът на „Пресветото тайнство“ (SS. Sacramento), разказващ за чудесата на Пресветото Тайнство. Обичаят на тяхното излагане е прекратен с Втората световна война и в момента се съхраняват в Епархийския музей в Базилика „Сант Еусторджио“ в града.

#### Контрафасада
Средният портал на Контрафасадата е проектиран от Фабио Мангоне в началото на 17 век, но е построен едва през 1820 г. Короната включва статуите на Свети Амвросий и Свети Карл, съответно от Помпео Маркези и Гаетано Монти. 
На тавана има плоча в памет на двете освещавания от 1418 и 1577 г. Витражите на големите прозорци в класически стил на първо ниво са от 19 век, изработени от братя Бертини, със Свети Карл, Свети Амвросий и Свети Михаил, а Света Текла е от Мауро Конкони. 
Витражите на неоготическите прозорци са от 1950-те години и са дело на унгареца Януш Хайнал; те възвръщат ярките цветове на средновековната традиция. Изобразяват отстрани Църквата и Синагогата, а в центъра Троицата с необичайна иконография. Успение Богородично на централния прозорец е направено по скици на Луиджи Сабатели.

#### Слънчев часовник
Близо до входа на катедралата се намира слънчевият часовник със символа на Козирога, съставен от месингова ивица, вградена в пода, която пресича наоса и се издига нагоре по лявата стена (на север) за 3 м. На стената с южно изложение, на височина от почти 24 м от пода, е направен отвор, през който по пладне се проектира лъч светлина върху ивицата на пода. За да не може в някои дни от годината входът на светлината да попадне на сянка, липсва мраморната арка на южната страна на църквата. Отстрани на металната ивица са монтирани мраморни плочи, указващи зодиакалните знаци с датите на влизане на Слънцето.
Инструментът е направен през 1786 г. от астрономите на Брера, реставриран е на няколко пъти и е модифициран през 1827 г. след реконструкцията на пода на Дуомо.

#### Десен външен кораб

##### Надгробни паметници
В първия отвор на външния десен кораб се намира гробницата на архиепископ Ариберто да Интимиано († 1045), който е начело на Комуна Милано от 1018 до 1045 г., обединявайки светската и епископската власт над града. Гробът, от прост груб парагнайс без орнаменти, е увенчан от копие на прочутото разпятие от позлатено медно фолио, сега в Музея на Дуомо, първоначално дарено от Ариберто на манастира Сан Диониджи. Кръстът – ценна ранна романска творба носи емблематичния образ на Христос във византийски стил. На върха на кръста, в двете кръгли части, са персонификациите на Слънцето и Луната. В края на триделните рамена на кръста са фигурите на Дева Мария и Св. Йоан, а в нозете на Христос е изображението на самия Ариберто, който носи като дар манастира „Сан Диониджи“. По традиция кръстът се счита за този, който е носен на Карочо-то по време на битката при Леняно през 1176 г. срещу император Фридрих Барбароса. Вляво малък мрамор от 17 век гласи: „Началото на Миланското Дуомо бе през 1386 г.“.
Витражът е украсен с Житието на св. Йоан Богослов, изториите за което са взети Златната легенда (Legenda Aurea) – средновековен сборник на Якопо да Вараце с жития на светци на латински език, сглобени и реставрирани тук през 1960-те години. Витражът е поръчан от Колежа на нотариусите на Кристофоро де' Мотис, който го създава през 1473 - 1477 г. Това е един от най-красивите изцяло ренесансови витражи, запазени в катедралата. Хуманистичният вкус, който прониква в епизодите от живота на светеца, се проявява в елегантните костюми от 15 век и във великолепната класическа архитектура, предадена със строга перспектива.
Във втория отвор е гробницата на архиепископ Отоне Висконти, смятан за основоположник на господството на Висконти, започнало с битката при Дезио през 1277 г., в която архиепископът побеждава могъщото семейство Дела Торе. По-късно в тази гробница е положен и Джовани Висконти – негов потомък и архиепископ на Милано от 1342 до 1354 г. Паметникът е дело на майстор Кампионе от началото на 14 век, издигнат е на две колони от червен веронски мрамор и идва от старата миланска базилика „Света Текла“.
Прозорецът е украсен със Старозаветни истории от ломбардски и фламандски майстори, датиращи от средата на 16 век, и с витраж със Страстите Христови, вдъхновени от гравюрите на Албрехт Дюрер. Те идват от големите прозорци на апсидата, преправени през 19 век.
В третия отвор има списък на архиепископите на Милано и витраж с други Истории от Стария завет, дело на ломбардски майстори като Джузепе Арчимболдо, и на рейнски и на фламандски майстори от средата на 16 век.
В четвъртия отвор се намира Гробницата на Марко Карели – патрон, който в края на 14 век дарява 35 хил. дуката на Фабриката на Дуомо, за да ускори строителните работи. Паметникът, проектиран от Филипино дели Органи през 1406 г., е шедьовър на късната готическа скулптура. На капака покойникът е представен в легнало положение според обичаите на времето, докато отстрани има осем статуи, представящи Евангелистите и Отците на Църквата, изваяни от Якопино да Традате в елегантни едикули, разделени от пинакли.
Четвъртият витраж събира епизоди от Стария завет и е дело на ломбардски майстори от 16 век.
Петият витраж показва плоча със скицата на Джузепе Брентано от края на 19 век на фасадата, която никога не е построена поради съпротивата, срещната при разрушаването на сегашната фасада.
Отляво следва ренесансовата гробница на Джан Андреа Вимеркате, починал през 1548 г., украсена с Пиетà и два бюста на Бамбая (от 1-ва половина на 16 век).
Петият витраж на Фопа (макар че не е пряко дело на Винченцо Фопа) е украсен с Истории от Новия завет (1470 - 1475 г.) от ломбардски майстори, вдъхновени от произведенията на известния художник с влияния от Школата на Ферара. Започвайки с Благовещение най-долу и стигайки до Разпятието на върха, той развива Житието на Христос, и се счита за един от най-красивите и добре запазени ренесансови витражи на катедралата. На него особено проличава техниката гризайл, с която старите художници пренасят върху стъклото скицата, който художниците правят върху картони с реален размер, служещи за модел.

##### Олтари на поклонниците
В шестия отвор има олтар на Света Агата, съставен от композитни колони и фронтон, дело на Пелегрино Тибалди, където е олтарната картина на Федерико Дзукари със Свети Петър посещава в затвора Света Агата (1597 г.).

Шестият прозорец е един от малкото напълно запазени от епохата на Ренесанса. Разказва Житието на свети Елигий, покровител на златарите. Всъщност е поръчан от Колежа на златарите на Николо да Варало, който го изпълнява между 1480 и 1489 г. Всеки епизод има латинско заглавие в долната част. Изображенията се характеризират с прости и познати тонове, много от които показват сцени от ежедневния живот от 15 век.
В седмия отвор се намира Олтара на Светото сърце, отново по проект на Пелегрино Тибалди, с мраморен олтар от Едоардо Рубино, поставен през 1957 г. Витражът, проектиран през 1958 г. от унгареца Януш Хайнал, напомня за блажените кардинали Шустер и Ферари, и двамата архиепископи на Милано.
Осмият отвор представя Олтара на Мадоната, отново по проект на Пелегрино Тобалдии, с мраморния олтар на Virgo potens, дело на вероятно рейнски автор от 1393 г.; олтарът е известен като Джакомоло по името на дарителя. Витражът с Житието на Света Агнес и Света Текла е дело на Помпео и Гуидо Бертини от 1897 - 1905 г. Под трапезата на този олтар е погребано тялото на блажения кардинал Алфредо Илдефонсо Шустер – архиепископ на Милано от 1929 до 1954 г.

#### Ляв външен кораб
В първия отвор на левия външен кораб са разположени слънчевият часовник и витражът с Житието на Давид от Алдо Карпи ( 1939 г.).
Във втория отвор е баптистерият – дело на Пелегрино Тибалди, който се състои от малък храм с квадратна основа, поддържан от четири коринтски колони, с антаблеман и тимпани от четирите страни. В центъра е коритото, състоящо се от римски порфирен саркофаг. На стената има две мраморни плочи във веронско червено с барелефи на Апостоли, вероятно дело на Кампионските майстори (от Кампионе д'Италия) от края на 12 век, идващи от Санта Мария Маджоре. Витражът е прекомпозиран с фрагменти от 16 век и илюстрира Новозаветните събития – част от цикъла на Страстите Христови, идващи от апсидалния витраж, посветен на Новия завет и преправен през 19 век .
В третия отвор се намира надгробният паметник на архиепископите Джовани, Гуидантонио и Джовананджело Арчимболди, приписван на Галеацо Алеси или на Кристофоро Ломбардо (1599 г.). Витражът изобразява Битката между Архангел Михаил и дявола и е дело на Джовани Доменико Буфа (1939 г.). Уникален сред всички големи витражи, той изобразява един единствен епизод със своите 17 м височина. Характеризира се с тонове на ярък експресионизъм, видими в нападението, с което архангелите, представени по-горе начело с Михаил върху ослепително бял кон, хвърлят демоните в пламъците на Ада.
В четвъртия отвор има интересен витраж с Житията на Четиримата коронясани светии – маниеристко произведение, направено по скица на Пелегрино Тибалди през 1567 г. Скиците на Тибалди, които Конрад Мохис транспонира върху стъкло, все още се съхраняват в Картинна галерия Амброзиана. В театралната поза на енергичните фигури, които оживяват епизодите от живота на светците, се проявява ясно римският произход на стила на Тибалди и по-специално връзката с Микеланджело на силните изображения. Отдолу са показани Чудото на длетата, Кръщението в затвора на четиримата приели християнството скулптори, Четиримата светии на работа, Съдът на четиримата светци, Мъченичеството пред император Диоклециан.
В петия отвор се пази реконструкцията от 1832 г. на едикулата Tarchetta на Джовани Антонио Амедео, чиито оригинални фрагменти сега се намират в Замъка на Сфорците. Витражът от 16 век е посветен на Великолепието на Богородица. Той е дело на Пиетро Анджело Сезини и Конрад Мохис по скици на Джовани да Монте – ученик на Тициан. Един от епизодите все още носи подписа на художника (GMF, Giovanni da Monte fecit). Подобно на други маниеристични витражи, направени по времето на Карло Боромео, той разширява епизодите, представени върху няколко стъкла, увеличавайки тяхната монументалност. Очевидно е влиянието на Тициан в много сцени, като напр. известната му картина Assunta dei Frari. Отдолу са изобразени Петдесетница, Преходът и Успение Богородично (1565 - 1566 г.).

##### Олтар на разпятието на Свети Карл
Както и в десния кораб последните три отвора на левия кораб също са заети от три късни маниеристки олтара, проектирани от Пелегрино Тибалди, от епохато на Свети Карл.
В шестия отвор е Олтарът на разпятието на Свети Карл, който съдържа прочутото дървено разпятие, което Карло Боромео носи на процесия по време на чумната епидемия през 1576 г., за което е напомнено с надписа на латински: «Crucem hanc S.Carolus grassante lue per urbe circumtulit MDLXXVI» („Свети Карл носи този кръст из града през 1576 г.“).
Украсата на олтара се допълва от две статуи на светци от 19 век в нишите между черните мраморни колони, а статуята, увенчаваща тимпана, е от 16 век. Под този олтар сега почиват останките на кардинал Карло Мария Мартини, по негова молба.
Витражът е украсен с Житието на Света Елена от Райнолдо да Умбрия и Валерио Профондавале (1574 г.), разказващи за откриването на Кръста. Витражът е разделен на три големи епизода, които разказват за майката на Константин I, която според преданието намира Христовия кръст по време на поклонение в Йерусалим. Първият епизод по-долу показва Света Елена освобождава затворниците. Отгоре е сцената на Намирането на Кръста, а на върха – Чудото, извършено от Светия кръст.

##### Олтар на Свети Йосиф
В седмия отвор са олтарът и витражът, посветени на Св. Йосиф. Сред две кариатиди е олтарната картина от 16 век Сватбата на Дева Мария от Енеа Салмеджа, нар. Талпино – художник от Бергамо, ученик на Симоне Петерцано. 
Отстрани са поставени статуите на Аарон и Давид от Франческо Сомайни от 1830 г. 
Статуите на Пророците, които са над тимпана, са от късния маниеристичен период, както и витражът с Житието на св. Йосиф от Валерио Профондавале от Льовен – автор както на скиците, така и на транспонирането им върху стъкло. Поръчан от Свети Карл, той е разделен на четири сцени: Благовещението отдолу, видимо сред статуите, Посещението, Рождество Христово и Бягството в Египет. Това е последният витраж от епохата на маниеризма, запазени в Дуомо, направен през 1576 г. 
Под трапезата на този олтар е тялото на Свети Мона – архиепископ на Милано от 3 век, а в настилката пред олтара е гробницата на кардинал Джузепе Поцобонели – архиепископ на Милано от 1743 до 1783 г.

##### Олтар на Свети Амвросий
В последния отвор е Олтарът на Свети Амвросий, отново дело на Пелегрино Пелегрини, с олтарната картина Свети Амвросий, който налага покаяние на Теодосий на урбинския художник Федерико Барочи (1603 г.). Той показва император Теодосий I, коленичил пред Свети Амвросий, със скиптър и корона на земята. Отнася се за покаянието, което епископът на Милано – тогава столица на империята налага на императора за това, че е наредил клане сред населението на Солун. Епизодът, който е често представян, е метафора за подчинението на имперската власт на папската власт. Над счупения тимпан на олтара, поддържан от полихромни мраморни колони с бронзови капители, се намират статуите на Епископи.  
Върху витража, преправен през 19 век, са Житието на Свети Амвросий от Помпео Бертини. В сравнение с предишните витражи от епохата на Ренесанса той се характеризира с използването на по-тъмни цветове и по-светли нюанси, сред които във всеки епизод се откроява червеното на расото на Свети Амвросий. Всички сцени показват, както в дрехите, така и в архитектурите на заден план, особено внимание към историческата реконструкция на събитията, разположени в епохата на късното имперско Милано, и строгото изграждане в перспектива. 
Под трапезата на този олтар е тялото на Свети Дионисий Милански – архиепископ на Милано от 4 век.

#### Южен (десен) ръкав на трансепта

##### Нагробен паметник на Медегино
Забележителен в десния трансепт е надгробният паметник на Джан Джакомо Медичи, известен като Медегино, дело на Леоне Леони от 1560 - 1563 г. Той е поръчан от папа Пий IV – брат на кондотиера Джан Джакомо. Състои се от крило от мрамор от Карара с основа, на която почиват две тоскански колони от червен камък от Арцо, които поддържат антаблеман, за да създадат едикула. Под него е бронзовата статуя на Медегино, с отпуснат крак, покрит с наметало. Творбата, която представлява интерпретация на стила на Микеланджело, е трябвало да бъде придружена от саркофаг в горната част, но той не е направен предвид правилата на Трентския събор за погребенията в църкви. Отстрани има две други бронзови статуи: отдясно Алегория на мира с барелеф с Тичино, отляво Войска с барелеф на Ада. Двете реки припомнят две известни битки, спечелени от кондотиера. Горната част е украсена с два епиграфа, посветени на Медегино и на брат му Габриеле. Централният фронтон е с барелефа Рождество Христово, увенчан с герба на Медичите, поддържан от две пути. Две други по-високи мраморни колони с жилки държат бронзовите статуи на Предпазливостта (вдясно) и Славата (вляво).
Витражът е дело на Джовани Батиста Бертини (1849 г.) и представя Житията на св. св. Гервазий и Протазий.
Интересен е съседният олтар от 16 век от стари полихромни мрамори, с два реда ниши и колони, построени от папа Пий IV като подарък за  племенника му Карло Боромео (Св. Карл). Говори се, че светецът отслужвал там всяка седмица литургия в чест на семейството си. Гербът на Боромео "Humilitas" (Смирение) е поставен на върха на олтара. Състои се от скъпоценни ориенталски мрамори и полускъпоценни камъни като халцедон, серпентин и лапис лазули. Позлатените статуетки, които го украсяват, са пренесени в Музея на Дуомо.
Витражът с Житието на Свети Яков Велики е дело на Конрад Мохис от 1554 - 1564 г.

##### Параклис на Свети Йоан Добрия
В края на средния кораб е апсидата от втората половина на 17 век, където е добре познатият в местната традиция Параклис на Св. Йоан Добрия. Именно Карло Боромео иска мощите на светеца да бъдат пренесени на това място вместо съществуващия преди това готически портал. Светецът от лигурийски произход е едновременно архиепископ на Милано и Генуа през 7 век. Той се помни с това, че връща епископското седалище в Милано, което поради лангобардската инвазия е преместено в Генуа. Тялото му сега е погребано в олтара, посветен на него, в кристален ковчег.
Сегашният вид на параклиса датира от първата половина на 18 век, когато е създадена сложната украса, която го характеризира. Статуята в центъра на олтара, която изобразява Свети Йоан Добрия, смазващ дявола под краката си, е изработена от Елия Винченцо Буци през 1763 г. Монументалната мраморна едикула, съдържаща статуята на светеца, е издигната по такъв начин, че да представлява симетричен висулка спрямо предишния олтар на Мадоната на дървото, разположен в средокръстието на северния трансепт. Отстрани са мраморните групи, отново от Буци, на темата за победата над дявола. Вдясно е Архангел Михаил, който сваля Луцифер, отляво Ангелът Хранител, който, стъпквайки демона, сочи правия път на момъка. В центъра на тимпана е стихът от Евангелието от Йоан, взет от притчата за добрия пастир: «Ego sum pastor bonus».
Бароковият олтар е увенчан от статуите на светци и два ангела, държащи капела – древно архиепископско украшение. Декорацията е завършена от поредица от високи барелефи в карарски мрамор, представящи Епизоди от живота на светеца, редуващи се с бюстове на Основните добродетели, изработени от различни скулптори на границата на 17 и 18 век (Джузепе Руснати, Джован Батиста Висмара и Исидоро Висмара, Карло Симонета и други). Сред представените теми са тази за рождението, срещата с кралица Теодолинда, изгонването на арианите, пътуването до Рим. Барелефите върху сегментите на свода от същия период представят Архиепископите сред ангели, а в арката е благословията на Христос. Трите витража с Житието на Свети Йоан Добри са направени от Бертини в средата на 19 век (1839 - 1842 г.).
Вместо това в левия проход на трансепта има страничен изход, разделен на три прохода: централният води до подземния проход към Архиепископията, направен за Карло Боромео. Тук витражът с Житието на Света Екатерина Александрийска е по проект на Биаджо Арчимболди и Джузепе Арчимболдо, и построен от Конрад Мохис (1556 г.). В този кораб се помещават три важни произведения от периода на маниеризма: Олтарът на Въведението на Богородица от Бамбая, Олтарът на Света Агнес от Мартино Баси и Свети Вартоломей от Марко д'Аграте.

##### Олтар на Въведение Богородично
Олтарът на Въведение Богородично, вдясно, пази облика, даден му през 1543 г., когато е поръчан на Агостино Бусти (известен като Бамбая) от каноника Вимеркате. До олтара навремето се е намирал надгробният паметник на Вимеркате, също от Бамбая, който днес е пренесен в десния кораб на църквата. Той има формата на класически храм, изцяло изграден от бял мрамор, поддържан от полихромни мраморни колони. В центъра е барелефът с Въведение Богородично. Сцената е замислена така, сякаш е вътрешността на храма, чиято външна част представляват колоните и фронтонът на олтара. Малката Мария е изобразена в долния център, докато се изкачва по стълбата, на върха на която свещеникът, заобиколен от вярващите, е готов да я посрещне с отворени обятия. Отстрани на стълбите са отляво родителите Анна и Йоаким, а отдясно група вярващи, носещи дарения. Героите се характеризират с изключително реалистично и експресивно представяне, което личи по лицата им с живо изражение. 

В перспективното представяне на интериора на храма се вижда вдъхновението от фалшивата апсида, построена от Донато Браманте в близката църква „Сан Сатиро“. Бамбая е автор и на статуите, които увенчават олтара: Богородица, Свети Павел, Свети Йоан Кръстител и двама светци, както и Свети Мартин в страничната ниша. От [Кристофоро Ломбардо]] са Света Катерина в дясната ниша и барелефите в основите на колоните, силно повредени: Рождението и Сватбата на Дева Мария. Антепендият (предната страна на олтара) с Раждането на Богородица е творба от 19 век на Антонио Тантардини.
Витражът отгоре с Разказите за Свети Мартин и Въведение Богородично е от края на 16 век и е от различни художници. В средата на витража изпъкват Пророците, приписвани на Микелино да Безоцо, които са сред най-старите запазени в Дуомо.
Пред мавзолея на Медичите е може би най-известната статуя на цялата катедрала: Одраният Свети Вартоломей (1562 г.) – дело на Марко д'Аграте, където светецът показва кожата си, прехвърлена през рамо. Надписът върху основата гласи: «Non me Praxiteles sed Marcus finxit Agratis» („Не ме извая Праксител, а Марко д'Аграте“).
Следващият олтар на този на Св. Агнес, завършен от Мартино Баси. Той е украсен с мраморния олтар на Мъченичеството на св. Агнес, дело на Карло Берета (1754 г.).

#### Северен ръкав на трансепта
В десния проход на северния ръкав на трансепта има олтар, проектиран от Пелегрино Пелегрини, посветен на светицата, на която е посветена навремето църквата, която е разрушена, за да се направи място за катедралата – Текла от Кония. Полихромният мраморен олтар, характеризиращ се с ангелските кариатиди, които поддържат счупения тимпан, е от края на 16 век, както и статуите над него, а двамата светци отстрани на олтара са от 19 век. В центъра е мраморният олтар с мъченическата смърт на Света Текла сред лъвовете, къснобарокова творба, изваяна от Карло Берета през 1754 г., и антепендий от 1853 г. от Антонио Тантардини.
Вторият олтар от началото на 16 век е посветен на Света Пракседа, представена заедно със Свети Карл в нозете на Разпятие и светци на мраморния олтар от Маркантонио Престинари (1605 г.). Витражът от епохата на Ренесанса отгоре с Житието на Свети Йоан Дамаскин, е сред най-ценните запазени в катедралата. Той е поръчан от колегията на аптекарите през 1479 г. на Николо да Варало. Стъклата с житието на светеца показват галерия от щастливи портрети на герои, представителни за Хуманизма, в който са нарисувани, и са вмъкнати в балансирана класическа архитектура, представена с перспективна строгост.
На задната стена малка врата дава достъп до стълбището на принцовете, което в древността е било запазено за входа на най-знаменитите персони, а днес води до асансьора към терасите. Витражът с Житие на Свети Карл датира от 1910 г.

##### Параклис на Мадоната на дървото
Средният кораб е затворен от малка апсида с Параклиса на Мадоната на дървото по проект на Франческо Мария Рикини (1614) и построен с някои модификации от Фабио Мангоне и Толомео Риналди. До епохата на Карло Боромео апсидата е заета от големия портал, наречен Компедо. Архиепископът нарежда затварянето му, за да се предотврати използването му за прекосяване на катедралата от север на юг, по-специално от посетителите на близкия пазар Верциере, които използват тази врата и другата отсреща, в южната апсида, като преки пътища, вместо да заобикалят катедралата. Барелефите, украсяващи оградения портал, които представляват изключително свидетелство за ломбардската школа на преходната фаза между Ренесанса и маниеризма, са  използвани повторно за украса на вътрешната фасада на арката, която рамкира параклиса на Мадоната на дървото: от лявото Рождество на Богородица, Представяне в храма на Школата на Бамбая, Сцена на Рождество Христово от Кристофоро Солари, Христос сред лекарите от Анджело Марини и Бракът в Кана от Марко д'Аграте, редуващи се с бюстове на пророци. Сводът е гъсто покрит с барокови релефи от Джан Андреа Бифи, Джовани Пиетро Лазаня и Престинари (1615 - 1630 г.). Олтарът е украсен с Мадоната с Младенеца от Елия Винченцо Буци (1768 г.). Трите витража с Житие на Богородица са изцяло преработени през 19 век от Джовани Батиста Бертини (1842 - 1847 г.).
Пред параклиса са надгробните плочи на различни архиепископи, включително Федерико Боромео, както и Свещникът Тривулцио – величествена бронзова творба, подарена от архиерей Дж. А. Тривулцио през 1562 г.: това е шедьовър на готическата скулптура, направен предимно през 12 век., приписвана на Никола дьо Вердюн или на рейнски творци, работили в края на 14 и в нач. на 15 век. Поставката му се опира на химерни животни и по корпуса му се вият спирали, които рамкират Сцени от Стария завет, Свободните изкуства, Реките и Поклонението на влъхвите.
В левия кораб се намира Олтарът на Света Катерина – единственият до голяма степен оригинален готически олтар в катедралата. Украсен е със статуите на Свети Геролам и Свети Августин, приписвани на Кристофоро Солари (нач. на 16 век), и със статуетки от края на 14 век, свързани с Джованино де Граси.
Витражът отляво на северната апсида е разделен на две части хоризонтално: горната част разказва Житието на Света Катерина от Сиена, замислена и проведена от Конрад Мохис. Въпреки че е датирана от 1562 г., тя показва сходство с витражите от 15 век, разказващи житията на светиите. Всички епизоди всъщност са затворени в един панел всеки, предимно в интериорни сцени, характеризиращи се със строга перспектива. Вместо това долната част показва по-свободен и по-актуален стил с епизоди от Живота на Мадоната, нарисувани от Джовани да Монте през същия период (1562 - 1567). Розетния прозорец на върха и трилистниците в края на прозореца са типично маниеристки на вкус, украсени с херувими, гротески и венци от преплетени плодове.
Вляво е Надгробният паметник на архиепископ Филипо Аркинто, предшественик на Карло Боромео, чийто тежък бюст доминира над едикулата, проектирана от Балдасаре да Лацате (около 1559 г.). Витражът, посветен на Апостолите, е направен от скици на художника от Крема Карло Урбино от периода на маниеризма (1567 г.). За разлика от другите витражи панелите му не са украсени с разкази за евангелски или агиографски епизоди, а показват Дванадесетте апостоли в пълна фигура, както и изображения на други светци по-долу. На върха е Коронацията на Богородица. Монументалните фигури, представени предимно в ниши, представляват шедьовър на зрелостта на художника, действащ в множество милански църкви. Те се открояват особено със своето хроматично богатство и пластична дефиниция, благодарение и на умелото транспониране върху стъкло от Конрад Мохис.

#### Надкуполен тамбур
В центъра на църквата се отваря надкуполният тамбур на Джовани Антонио Амадео, висок 68 м и с осмоъгълна основа, поддържан от четири заострени арки и панданти. Действителният свод се поддържа от заострени люнети и четири кръгли арки, скрити от заострените арки.
Кръглите стенописи в пандантите с Отците на Църквата са дело на ломбардската школа от около 1560 - 1580 г. Профилът на арките помещава 60 статуи на Пророци и Сибили в късен готически стил от втората половина на 15 век, повлияни от бургундското и рейнското изкуство, които изглеждат предвестници на ломбардския ренесанс. Витражите на прозорците са от 1958 г. и изобразяват събитията от Втория ватикански събор.

##### Камбани
Катедралата има три камбани, които свирят три ноти: ми бемол3 calante, си2 и ла бемол2 molto calante. Заедно съставляват най-тежкия камбанен комплекс в Ломбардската епархия (а също и в целия Метрополен град) с общо тегло от 14 995 кг бронз. 
- Главната камбана, посветена на Пресвета Дева Мария, е излята от Джовани Батиста Буска през 1582 г. и е благословена от Свети Карл. Има диаметър 2,13 m. Това е 7-мата камбана в Италия по тегло.
- Средната камбана, посветена на Свети Амвросий, е изработена през 1577 г. от Дионизио Буска и е с диаметър 1,76 м.
- Малката камбана, посветена на св. Варнава, смятан за евангелизиращия апостол на Милано, е излята от Джероламо Буска през 1515 г. и е с диаметър 1,28 м.

Камбаните са разположени в кухината на надкуполния тамбур между вътрешния свод и външните стени. Те не се виждат отвън. Първоначално са били извити и позиционирани върху камбанария на терасата над главния кораб, която обаче е разрушена през 1868 г. Днес са фиксирани поради проблеми със статичното електричество и звънят чрез движението на езика.
На терасата на тамбура, зад един шпил, има четвърта камбана, посветена на Света Текла, излята през 1553 г. от Антонио Буска (издава нота Si4).

#### Презвитерий
Комплексът на презвитерия съответства на зоната, оградена от десетте апсидни пилона и заобиколена от деамбулаторий. Сегашният му вид датира от последната половина на 16 век. Неговата подредба и декорациите, видими днес, са поръчани от Карло Боромео и изпълнени от неговия любим архитект Пелегрино Тибалди според решенията на Трентския събор. По-нататъшни промени са направени през 1980-те години след статичната реставрация на стълбовете на надкуполния тамбур.
Днес презвитерият е разделен на две части с различни функции. До празничния презвитерий има достъп по полукръгла стълба; той заема част от централния кораб и стария сенаторски хор (където са се събирали гражданските магистрати и тези на братствата), с различни подове, наскоро ремонтирани върху украсата на Пелегрино Тибалди.
На най-високата му точка се намира главният олтар, идващ от базиликата „Санта Мария Маджоре“. Той е осветен от папа Мартин V на 16 октомври 1418 г., което отбеляза официалното начало на новата катедрала. Сегашната му издигната позиция е решена от Карло Боромео. Датира от времето на реконструкцията на Милано след разрушенията на Фридрих I Барбароса около края на 12 век. Изключително простата романска украса се състои от 10 мраморни плочи, редуващи се с 10 осмоъгълни колони, които поддържат голямата правоъгълна трапеза. В центъра на олтара има релеф, открит от вътрешната страна на съставящите го плочи, който е част от римско-езически саркофаг от ІІІ в. сл.н.е. Саркофагът е използван повторно за гроб на християнски мъченик, за което свидетелстват кръстът на дъното и свитък. Изобразява римлянин в тога със свитък, във вътрешността на едикула.
Катедрата и амвонът на скулптора Марио Рудели са от 1985 г. и са придружени от два амвона от 16 век, проектирани от Пелегрино Тибалди. Те са с кръгла форма и обграждат двата пиластъра, които поддържат тамбура. И двата се поддържат от четири монументални бронзови кариатиди, които държат парапетите от релефни и позлатени медни плочи, както и балдахините, увенчаващи върховете. Лявата е завършена през 1585 г. Посветена е на Новия Завет и се управлява от символите на Евангелистите. Вдясно, завършен през 1602 г., са представени барелефи от Стария завет и четири кариатиди с Отците на Църквата. Те са дело на Джовани Андреа Пелицони, а бронзовете – на Франческо Брамбила Младши (1585 - 1599 г.).
В центъра на презвитерия стои Tempietto (малък храм) или киворий от Пелегрино Тимбалди, който съдържа кулообразната цилиндрична скиния, която е подарък от папа Пий IV Медичи на неговия племенник Карло Боромео през 1561 г. Храмът е с  формата на малък класически кръгъл храм, поддържан от осем коринтски колони; куполът му е украсен от статуи на ангели и е увенчан от Спасителя. Той повтаря по форма вътрешната цилиндрична скиния, поддържана от четири ангела и изцяло моделирана с епизоди от живота на Христос. От двете страни на кивория са разположени двете внушителни сребърни статуи на Свети Карл и Свети Амвросий – шедьовър на бароковата скулптура и златарството. Статуята на Свети Карл, датираща от 1610 г., е моделирана от скулптора Андреа Бифи и е издялана от златаря Верова. Митрата е украсена с перли и скъпоценни камъни, дарени от вярващите. Статуята на Свети Амвросий от 1698 г. има по-голямa изразителност. Цялата ѝ повърхност е нагъсто издялана и украсена с диаманти и полускъпоценни камъни.
Киворият също така маркира границата с делничния параклис – другата част на презвитерия. Той представлява отделно пространство, създадено през 1986 г. в стария презвитерий и в хора, където вярващите могат да се събират по време на седмичните литургии.
Дървеният хор, който граничи с тази зона, e също от 16 век и е поръчан от Свети Карл. Състои се от двоен ред резбовани седалки: горният за канониците, а долният за Капитула. Те са издялани през 1567 - 1614 г. от Джакомо, Джампаоло и Джовани Таурини, Паоло де' Гаци и Вирджилио де' Конти по проекти, предоставени от Пелегрини. Барелефите разказват 71 Епизода от живота на свети Амвросий със 71 Фигури на мъченици в горния ред и Истории на миланските архиепископи в долния.

##### Светият гвоздей
Над главния олтар, прикрепен към ключовия камък, е най-ценната реликва на катедралата – гвоздеят на Животворния кръст (Sacro Chiodo), който според традицията е намерен от Света Елена и e използван за сбруята на коня на Константин I.
Светият гвоздей сега се съхранява в ниша, съдържаща се в копие на позлатена медна клетка с барелефа на Отче наш (сега в Музея на катедралата). Въпреки че е окачен доста нависоко, червена светлина го прави видим от цялата катедрала. По традиция гвоздеят се взема от архиепископа и се показва на вярващите на всеки 3 май на празника на „Изобретяването на Светия кръст” (т.е. намирането на Кръста), но сега вече се носи на шествие на 14 септември на празника на Светото Възвисяване на Светия кръст. За изваждането му от калъфа се използва nivola от 17 век – любопитен асансьор във формата на облак, сега механизиран, от който носи името си празникът на обряда „Нивола“. От четирите пирона на Животворния кръст другите два се намират, според традицията, в Желязната корона в Монца и в базиликата „Санта Кроче ин Джерусалеме“ в Рим. Четвъртият гвоздей, най-съмнителният, е в катедралата на Коле ди Вал д'Елса.

##### Органи
Може да се каже, че катедралният орган е важен от самото начало на строежа. Първият орган е поръчан още през 1395 г. на Мартино дели Стремиди и функционира през 1397 г. Следват непрекъснати промени, допълнения и реставрации. Между 1533 и 1577 г. Джан Джакомо Антеняти построява северния орган с 12 регистъра и 50 клавиша, който е пренесен до сегашната си позиция през 1579 г. През 1583 г. на Кристофоро Валвасори е поръчан южният орган (1584 - 1590 г.), заменяйки стария. Вратите му са с големи картини: вляво Житието на Богородица и Стария завет от Джузепе Меда (1565 - 1581 г.); вдясно Рождество Христово и Прекосяването на Червено море от Амброджо Фигино и Разкази от Стария и Новия завет от Камило Прокачини (1592 - 1602 г.). Позлатените резби на сандъците са на Джован Батиста Мангоне, Санте Корбета, Джакомо, Джампаоло и Джовани Таурини.
Двата големи органа – северен и южен се преработват непрестанно, преминавайки между другото от механична трактура към пневматична трактура до сегашната електронна трактура. Имат осем големи врати (четири към презвитерия и четири към монументалната ограда на вътрешната част на апсида и на хора), които могат да се отварят или затварят, за да модулират силата на звука, реверберацията и ехото.  
Йохан Кристиан Бах, син на Йохан Себастиан Бах, е в списъка на титулярните органисти. През 19 век известното семейство майстори на органи Сераси също участват в преструктурирането на органа. 
През 1937 г. са добавени още четири корпуса, така че всички да могат да се управляват от една и съща конзола. Акустичният резултат обаче е разочароващ, така че целият органов комплекс е пренареден по време на ремонта на презвитерия през 1985 - 1986 г. Днес четирите добавени органа са поставени до двата най-стари, в нови прости дървени кутии. Сегашната конзола е поставена под десния (южен) сандък от 16 век. Последното преструктуриране (от 1986 г.) е извършено от компанията „Тамбурини“.
Органът на Миланската катедрала има 15 800 тръби и е един от най-големите органи в света. До нeго е добавен втори малък орган, поставен от лявата страна, до мястото, където застава хорът, именно за да бъде близо до певците, когато е нужен един по-малко впечатляващ акомпанимент от този на главния орган.

#### Крипта
В задния хор, пред южните сакристии, стълбите водят надолу към криптата. В края им, отвъд входа на съкровищницата, се преминава към вестибюл, преустроен от Пиетро Пестагали през 1820 г., който дава достъп до подземната крипта на Св. Карл (scurolo) di San Carlo) и до криптата. Криптата е кръгла стая, проектирана от Пелегрино Тибалди с перибол около олтара. Навремето стаичката е използвана от канониците през зимата вместо стоящия отгоре хор заради по-меката температура. Поради тази причина тогава я наричат и „зимен хор“. В центъра на кръглия параклис има олтар, заобиколен от осем колони от червен мрамор, които поддържат свода, изцяло покрит с много плътна и изискана гипсова и стенописна украса. До стените са облегнати дървените седалки за хора с проста изработка. Поредица от овални прозорци гледат към амбулатория отгоре.
От другата страна на зимния хор е т. нар. Крипта на Св. Карл – параклис със сплескана осмоъгълна основа, проектиран от Франческо Мария Рикини през 1606 г. Цялата горна лента и таванът са украсени с  листове сребърни пластинки със сцени от живота на св. Карл, изработени от кардинал Алфонсо Лита около 1670 г. Тялото на светеца се съхранява в издялана сребърна урна със стени от скален кристал, дарени от Филип IV от Испания. Черано предоставя рисунките на ангелите и фигурите, които украсяват саркофага – шедьовър на бароковото златарско изкуство. Свети Карл лежи в папски дрехи, в турмалин и с диамантен кръст, дарен от Мария Терезия Австрийска]]. Сребърната му маска е моделирана по оригиналната восъчна маска, взета след смъртта му.

#### Деамбулаторий

##### Заден хор с Житие на Мария
Деамбулаторий е галерията, която минава зад хора. Тя е осветена от три огромни апсидални прозореца. Вътрешната ѝ страна е изградена от мраморния заден хор на Пелегрино Тибалди, с полукръгла форма, съставен от два реда, насложени един върху друг. Долният ред, за който се смята, че е от Галеацо Алеси, е украсен с бюстове с ангелски черти, херувими и лъвски глави в маниеристичен стил. От него има достъп до криптата и короната на големи прозорци, които му дават светлина. Горният ред е украсен с 32 кариатиди под формата на Ангели, проектирани отново от Пелегрини, които са изработени от Франческо Брамбила Младши. Сред тях разпръснати релефни изображения със 17 Истории за Мария и 10 Символа на Мария, изваяни по времето на Федерико Боромео (16 - 17 век). Историята се развива от южния амвон и представлява важен цикъл на бароковата скулптура. Представени са Рождество Богородично, Въведение в храма, Благовещение, Посещение, Сънят на Йосиф, Рождество Христово, Обрязването, Бягството в Египет, Спорът с лекарите, Сватбата в Кана, Разпятието, Свалянето от кръста, Явление Господне, Преходът на девиците, Успение Богородично, Коронацията на Мария. Те са изваяни от най-популярните милански автори от онова време: Джан Андреа Бифи, Маркантонио Престинари, Джовани Пиетро Лазаня, Джовани Беланда, Гаспаре Висмара.

##### Паметници на папи и кардинали
Първият отвор съдържа Паметника на папа Пий XI – Амброджо Рати, архиепископ на Милано в шестте месеца преди избирането му за папа, чийто верен портрет представлява. Статуята, изваяна от Франческо Месина през 1969 г., го изобразява в тържествени папски одежди с тиарата и ключовете на Свети Петър, докато дава благословията си Месина е вдъхновен от готическия паметник на папа Мартин V недалеч. Тук е достъпът до южната сакристия.
Паметникът на папа Павел VI датира от 1988 г. и отбелязва паметта на Джовани Батиста Монтини, архиепископ на Милано от 1954 до 1963 г. Изваян от Флориано Бодини, той преосмисля в съвременен ключ динамиката и изобилието на готика и маниеризъм, преобладаващи в катедралата, със специално моделиране на карарски мрамор, което го прави подобен на пластизиран восък.
Във втория отвор се намира олтарът на Дева Помощница с пренарисувана фреска от 15 век. Надгробната плоча на Николо и Франческо Пичинино – кондотиери на херцог Филипо Мария Висконти, е увенчана от голяма поставка със статуята в цял ръст на Паметника на папа Мартин V – ценен паметник на късноготическа скулптура от Якопино да Традате. Рамката и корнизът, както и богатата драперия на папата са типичен пример за декоративния вкус на последната фаза на готиката. Изваяна е през 1424 г. по поръчка на Филипо Мария Висконти в памет на папата, който на 6 октомври 1418 г. осветява катедралата.

Следва Паметникът на кардинал Марино Асканио Карачоло, губернатор на Милано, който умира през 1538 г. – маниеристка творба на Агостино Бусти, известна като Бамбая. Кенотафът се характеризира с яркия контраст между чернотата на варенския мрамор, от който е съставена едикулата, и белотата на статуите, които го украсяват. Архитектурната структура, състояща се от обикновен антаблеман, поддържан от тоскански колони, е трезвен и недекориран за разлика от предишните творби на Бамбая, които имат богата украса. Комплексът от статуи включва, в центъра, благословията на Изкупителя в цял ръст, заобиколен от Св. св. Петър и Павел. Отстрани са Св. Йероним в кардиналска мантия и Св. Амвросий с традиционния камшик. В центъра на люнета е тондото, от което излиза Богородица с Младенеца, а отстрани има два Ангелчета. Най-ценното скулптурно произведение обаче е лежащата статуя на покойника, която е над саркофага. Кардиналът е представен на триклиний с класически линии, докато сякаш е задрямал, докато чете книгата, която държи отворена в скута си. Лицето му, белязано от бръчки, изглежда потънало в сън и представлява последният шедьовър на Бамбая.
В третият отвор има копие на древната мраморна плоча на Chrismon Sancti Ambrosii и барелеф с Пиета и два ангела от рейнски майстор от 14 век, както и знаме на конгрегацията на Молитвената броеница от края на 16 век, с бродерия и картини.
В четвъртия отвор Паметникът на Св. Карл от 1611 г. отбелязва обявяването за светец на Карло Боромео на 20 октомври 1577 г., и е ограден от бюстовете на Времето и Вечността, отчасти от Пиетро Даверио, и от две мраморни плочи със списъка на светиите, чиито мощи се съхраняват в катедралата.
Петият отвор включва Разпятие от 13 век с далматика, съхранявано под стъкло и дошло от Замъка на Сфорците през 1449 г.  
В шестия отвор е Разпятие с девици и светци – дело на ломбардски майстор от нач. на 15 век. Върху изтънчена поставка в късен маниеристичен стил (творба на Франческо Брамбила Стари ) се намира Паметникът на благословението на папа Пий IV от Анджело Марини (1567 г.). Паметникът е в памет на чичото на Свети Карл – Анджело Медичи ди Мариняно, чийто герб от рода Медичи се държи от един от въображаемите ангели, които украсяват поставката. Друга съвременна ломбардска фреска е Свети Йоан Кръстител и Мадоната с Младенеца.
В седмия отвор се намира порталът на северната сакристия.

##### Апсидални витражи
Трите огромни прозореца в апсидата са най-старите и най-големите в катедралата. Двата странични прозореца, от по 130 панела всеки, съдържат Истории от Новия завет и Истории от Стария завет. Те са напълно възстановени за период от време, вариращ от 1833 до 1865 г. от Джовани Батиста Бертини и синовете му Помпео и Джузепе – тогавашен директор на Академията за изящни изкуства „Брера“. Централният прозорец, посветен на Видението на Апокалипсиса, има около 50 парчета от 15 и 16 век в горната си част. Първоначално е поръчан през 1416 г. на Франческо Дзаватари, Мафиоло да Кремона и Стефано да Пандино. В края на 15 век участват и Кристофоро де Мотис и Николо да Варало. Нарича се "della razza" или на Слънцето на Висконти по гигантското слънце, което се откроява в средата – хералдически символ, заедно със змията, на Миланските херцози Висконти.

##### Южна сакристия
Порталът на южната сакристия е изключителен шедьовър на късноготическата скулптура, отлично запазен, изработен от немския каменоделец Ханс фон Фернах в края на 14 век. Оживената скулптура се развива над архитрава на портала и е приписвана на Джованино де Граси, който я украсява с четириделни панели с Глави на пророци подобно на портала на северната сакристия. Декоративната трезвост на портала рязко контрастира с излишния стил на декорациите по-горе.
Творбата е изцяло посветена на празника на Богородица. Короната има формата на оживална арка, фланкирана от два пинакъла и завършваща с Разпятието. Цялата композиция представя пламенно въображение в концепцията и изтънчено и буйно богатство в реализацията. В основата са барелефите на Мъдрите девици и на Лудите девици, първият с включени лампи, а вторият с изключени лампи, според притчата за десетте девици, често срещана в средновековната иконография. Същата свежест характеризира и представянията на епизодите от Живота на Мария по вътрешните части на арката, редуващи се със сложни коронясвания. Отляво: Благовещение, Посещение, Рождество Христово, Бягството в Египет и Клането на невинните. На първото ниво на композицията спокойната Пиетà показва изтънчената графична елегантност в извивите линии на драпериите, контрастираща с твърдата неподвижност на Христовото тяло. В центъра на люнета Мадоната на млякото е заобиколена от коленичилите св. Йоан и св. Андрей. На върха Мадоната на състраданието е изобразена с ръце, протегнати към отваряне на широката ѝ мантия, за да приветства вярващите. Горните части на люнета са с традиционната готическа украса с големи накъдрени листа („гатони“).
Вътрешността на сакристията е облицована с шкафове от 17 век. Над входа е Мъченичество на Света Текла от Аурелио Луини (1592 г.). Умивалникът е с покривало с връх, в чийто люнет е разположен многоделен медальон с Исус и самарянката от Джованино де Граси (1396 г.). Вляво се намира ниша с Христос при колоната от Кристофоро Солари.

##### Северна сакристия
Северната сакристия представлява точката, от която започва строителството на катедралата. За този факт свидетелства наличието на теракотена украса, по-късно заменена с мраморна в останалата част от постройката. 
На портала ѝ се намира най-старата скулптура на катедралата, дело на Джакомо да Кампионе и Джованино де Граси, датираща от 1386 г. Архитравът и косата част на люнета съдържат елегантни четириделни панели, от които излизат Главите на пророците, които с елегантните си бради и фантастични шапки свидетелстват за изтънчения вкус на международната готика. В люнета седналият на трон Христос е заобиколен от Мадоната на млякото, изобразена в символичния жест на кърменето, и от Свети Йоан Кръстител, който излага главата си на подноса. На архитрава по-горе до гълъба на Светия дух има 4 кариатиди с ангелски вид, които поддържат голяма едикула с припокриващи се върхове, фланкирана от четири пинакъла. В заострената арка в центъра на горната едикула е барелефът със Христовата слава. Христос на престола, благославящ, е държан от група херувими вътре в пламтящия бадем, заобиколен от ангели и светци. В цялото произведение има останки от примитивната полихромия.
Подът на сакристията е на Марко Солари от Карона (квартал на дн. Лугано) от 1404 - 1407 г. Зад бароковите шкафове остава фрагмент от готическа тухлена арка, която свидетелства за първата строителна фаза на катедралата (1386 - 1-ва пол. на 1387 г.). Една от горните части на шкафовете е изрисувана от Морацоне със Свети Карл и два ангела (1618 г.). В ниша е статуята на Изкупителя от Антонио да Виджу, а сводът е на Камило Прокачини.

## Размери
| Параметър                                    | Размер                     |
| -------------------------------------------- | -------------------------- |
| Обща външна дължина                          | 158,50 m                   |
| Обща вътрешна дължина                        | 148,50 m                   |
| Външна ширина на трансепта                   | 93 m                       |
| Ширина на фасадата                           | 67,90 m                    |
| Вътрешна ширина на средокръстието с 5 кораба | 57,60 m                    |
| Външна ширина на средокръстието              | 66 m                       |
| Височина на сводовете                        | 45 m                       |
| Външна височина на надкуполния тамбур        | 68 m                       |
| Вътрешна височина на тамбура                 | 50 m                       |
| Диаметър на тамбура                          | 18 m                       |
| Височина на вътрешните пиластри              | 24 m                       |
| Максимална височина на фасадата              | 56,50 m                    |
| Височина на статуята Madonnina от земята     | 108,50 m                   |
| Височина на статуята Madonnina               | 4,16 m                     |
| Диаметър на вътрешните пиластри              | 3,40 m                     |
| Брой вътрешни пиластри                       | 52                         |
| Брой шпили                                   | 135                        |
| Брой статуи                                  | 3400, от които 2300 външни |
| Вътрешна площ                                | 11.700 m²                  |

## Разкопки
От тясна стълба във вътрешната фасада се стига до подземието, където се намира нивото на пешеходната пътека от 4 век, на около 4 м под сегашното ниво на площада. Там се намират руините от баптистерия „Свети Йоан при изворите“ (Battistero di San Giovanni ai Fonti), построен през 378 г. и завършен през 397 г.. В него свети Амвросий кръщава бъдещия свети Августин във Великденската нощ на 387 г. Навремето има осмоъгълно оформление с диаметър 19,3 м и ниши, които се отварят последователно в полукръглите и правоъгълните стени. В центъра все още се намира осмоъгълният извор, най-старият документиран, който обаче до голяма степен е лишен от оригиналната си мраморна украса.
Другите руини са свързани с апсидите на базиликата „Света Текла“ – лятна катедрала от преди средата на 4 век, разрушена през 1461 - 1462 г.

## Изкачване до терасите
Чрез асансьора, намиращ се в източния контрафорс на северния ръкав на трансепта, има достъп до терасите на Дуомо, от които се открива необичайна гледка към гъстата бродерия от щпили, аркбутани (където са скрити отводнители за дъждовна вода), пинакли и статуи, както и върху града.
В близост до асансьора се намира шпилът Карели, най-старият на Дуомо. Той датира от 1397 - 1404 г. и е построен благодарение на завещанието на търговеца от 14 век Марко Карели. Украсен е със статуетки от първата половина на 15 век, които напомнят на бургундския стил. Крайната част е преустроена, докато статуята на върха, изобразяваща Джан Галеацо Висконти, е копие на оригинала от Джорджо Солари, който се съхранява в Музея на Дуомо. Сред всички останали шпили само шест са от 15 и 16 век и около десет – от 17 и 18 век.
Надкуполният тамбур от Джовани Антонио Амадео (1490 - 24 септември 1500 г.) е увенчан отвън от осем обърнати арки, които поддържат главния шпил. Шпилът е завършен през 1769 г. с мраморна конструкция, която е свързана с желязна облицовка от 1844 г. Около тамбура има четири шпила по проект на Амадео, който вижда издигнат само североизточния (1507 - 1518 г.), украсен със съвременна статуя, днес до голяма степен заменена от копия. В основата на шпила има възпоменателен барелеф с изображението на Амадео. Северозападният шпил е завършен от Паоло Чеза Бианки през 1882 - 1887 г., югозападният от Пиетро Пестагали през 1844 - 1847 г., а югоизточният, който служи и като камбанария, от Джузепе Вандони през 1887 - 1892 г.
Сред статуите изпъкват тези в южната част на фасадата, датиращи от реконструкцията от 1911 - 1935 г.: те изобразяват Спортовете и са необичаен пример за статуя от 1930-те години.

### Мадонина
Мадонина-та (Madonnina) е позлатена медна статуя, изобразяваща Успение Богородично. Открита е на 30 декември 1774 г. и е най-високата точка на Миланската катедрала. Тя е с височина от 4,16 м, по проект на италианския скулптор Джузепе Перего и е излята от златаря Джузепе Бини. Поставена е на главния шпил на катедралата. Алебардата ѝ всъщност е „маскиран“ мълниеотвод.
Металният скелет във вътрешността ѝ се уврежда през 1960-те години и е поставен в Музея на катедралата, като е заменен от стоманена рамка.
От момента на инсталирането си се превръща в символа на Милано извън религиозното си значение. Фрази като „в сянката на Мадонината“ (на итал. all'ombra della Madonnina) означават град Милано. 

## Музей на Дуомо
Музеят, който се помещава в Кралския дворец от дясната страна на Миланската катедрала, съхранява Съкровищницата на Дуомо – богата колекция от златарски произведения на изкуството и шедьоври на изкуството, оригинала екземпляри от много от най-добрите скулптури, картини, гоблени, витражи и модели на катедралата, свидетелстващи за 1500-годишна история на миланската църква.